# Kumpusaari (ö i Mellersta Finland, Äänekoski, lat 62,86, long 25,75)
Kumpusaari är en ö i Finland. Den ligger i sjön Iisjärvi och i kommunen Äänekoski i den ekonomiska regionen  Äänekoski ekonomiska region  och landskapet Mellersta Finland, i den centrala delen av landet, 300 km norr om huvudstaden Helsingfors. Öns area är 6,5 hektar och dess största längd är 0,5 kilometer i öst-västlig riktning.